# Начальное
Начальное — посёлок железнодорожной станции в Карталинском районе Челябинской области России. Входит в состав Анненского сельского поселения.

## География
Расстояние до районного центра города Карталы 3 км.

### Уличная сеть
- Железнодорожная.

## История
Поселок основан при прокладке железной дороги, это станция была первая при строительстве ветки Карталы — Магнитогорск в период, предваряющий строительству Магнитогорского металлургического комбината, отсюда название станции и поселка

## Население
| 2002 | 2010 |
| ---- | ---- |
| 48   | ↘43  |

## Инфраструктура
Основа экономики — обслуживание путевого хозяйства Южно-Уральской железной дороги. Действует остановочный пункт Начальное.